# Hermine Bosetti

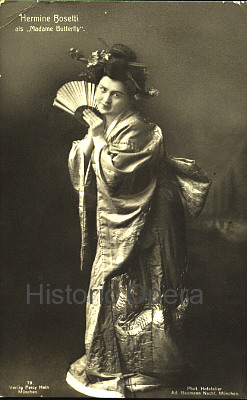
Hermine Bosetti nel ruolo di Madama Butterfly

Hermine Bosetti (nata von Flick; Vienna, 28 settembre 1875 – 1º maggio 1936) è stata un soprano tedesco  di coloratura.

## Biografia
Debuttò allo Hessisches Staatstheater di Wiesbaden (1898) nel ruolo di "Ännchen" in Der Freischütz. Nel 1900 entrò nel cast della Wiener Staatsoper e dal 1901 al 1924 fu la prima cantante dell'Opera di Stato della Baviera. Nel 1903 cantò nel ruolo di "Colombina" nella prima dell'opera Le donne curiose di Ermanno Wolf-Ferrari. Cantò nella maggior parte dei teatri d'opera tedeschi, ontre che nei Paesi Bassi, in Belgio, a Londra e in Russia. Nel 1908 cantò a Vienna, come artista ospite, nei ruoli di "Regina della notte" e "Marguerite de Valois". Registrò per G&T Recordings, Odeon e Gramophone.
Insegnò al Dr. Hoch's Konservatorium di Francoforte sul Meno nel periodo 1926-28 ed ebbe tra le sue allieve Marcia Van Dresser e Adele Kern.
Nel 1913 fece la pubblicità per l'azienda Aok , dichiarando "Ho usato il sapone Aok per anni".

## Repertorio
| Ruolo                       | Titolo                          | Autore           |
| --------------------------- | ------------------------------- | ---------------- |
| Marcellina                  | Fidelio                         | Beethoven        |
| Adina                       | L'elisir d'amore                | Donizetti        |
| Maria                       | La figlia del reggimento        | Donizetti        |
| Norina                      | Don Pasquale                    | Donizetti        |
| Sièbel                      | Faust                           | Gounod           |
| Ragazza delle Oche          | Königskinder                    | Humperdinck      |
| Nedda                       | Pagliacci                       | Leoncavallo      |
| Margherita di Valois        | Gli ugonotti                    | Meyerbeer        |
| Costanza                    | Il ratto dal serraglio          | Mozart           |
| Susanna                     | Le nozze di Figaro              | Mozart           |
| Donna Elvira Zerlina        | Don Giovanni                    | Mozart           |
| Fiordiligi Despina          | Così fan tutte                  | Mozart           |
| Papagena Regina della Notte | Il flauto magico                | Mozart           |
| Mimì                        | La bohème                       | Puccini          |
| Cio-Cio-San                 | Madama Butterfly                | Puccini          |
| Rosina                      | Il barbiere di Siviglia         | Rossini          |
| Mařenka                     | La sposa venduta                | Smetana          |
| Adele                       | Il pipistrello                  | Strauss, Johann  |
| Salomè                      | Salomè                          | Strauss, Richard |
| Octavian                    | Il cavaliere della rosa         | Strauss, Richard |
| Zerbinetta                  | Arianna a Nasso                 | Strauss, Richard |
| Gilda                       | Rigoletto                       | Verdi            |
| Violetta Valéry             | La traviata                     | Verdi            |
| Freia                       | L'oro del Reno                  | Wagner           |
| Eva                         | I maestri cantori di Norimberga | Wagner           |
| Annetta                     | Il franco cacciatore            | Weber            |
| Colombina                   | Le donne curiose                | Wolf-Ferrari     |
| Lucieta                     | I quatro rusteghi               | Wolf-Ferrari     |

## Discografia
- The Record of Singing (Part 2) Auber: 'Fra Diavolo' - Welches Glück ich arme (Munich, 1906))
- Aus Münchens Operngeschichte (Sängerinnen und Sänger der Münchner Hof- und Staatsoper von 1900-1945) (Die Entführung aus dem Serail: Martern aller Arten)
- Sie Sangen im Prinzregententhe (Die Entführung aus dem Serail: Ach ich liebte)